# Walter Bach
Walter Bach   (10 de desembre de 1909 - valor desconegut) va ser un gimnasta artístic suís que va competir durant la dècada de 1930.
El 1936 va prendre part en els Jocs Olímpics de Berlín, on disputà vuit proves del programa de gimnàstica. Guanyà la medalla de plata en la prova del concurs complet per equips, mentre en el salt sobre cavall fou quart i en les barres paral·leles sisè com a resultats més destacats.